# Печиводи
Печи́води — село в Україні, у Берездівській сільській громаді Шепетівського району Хмельницької області. Населення становить 473 особи. 

## Географія
Село розташоване на північному сході колишнього Славутського району, у межах Ганнопільського плато, яке є частиною Волинської височини, на річці Корчик., за 37 км від  м.Славута та за 10 км від автошляху E40М06.
Сусідні населені пункти:

## Історія
Село вперше згадується у 1536 році, як власність Юхима Корецького.
Також згадується під іменем Печибод Корецької волості в акті від 21 липня 1586 року, у скарзі від імені воєводича Волинського князя Іоакима Богушевича Корецького на Літинського війта та урядника містечка Вільська, який належав Василю-Костянтину Острозькому, Криштофа Винарського про те, що коли бояри, гайдуки і слуги Корецького супроводжували через Вільск втікачів від Корецького із села Печибод у маєток Острозького, то вищезгадані війт та урядник, спільно з вільськими міщанами, перебили, втопили, а інших бояр та слуг Корецького покалічили, зброю та коней покрали.
У XIX столітті в Печиводах — 126 будинків і 742 жителів, дерев'яна церква 1762 року, церковно-парафіяльна школа відкрита в 1860 році.
У 1906 році село Берездівської волості Новоград-Волинського повіту Волинської губернії. Відстань від повітового міста 40 верст, від волості 10. Дворів 124, мешканців 779.
За переписом 1911 року до великої земельної власності в Печиводах поміщику Марцелю Микуличу належало 1450 десятин. Винокурний завод того ж власника функціонував до 1917 року.
7 (20) листопада 1917 року, відповідно до Третього Універсалу Української Центральної Ради, увійшло до складу Української Народної Республіки.
12 червня 2020 року, відповідно до розпорядження Кабінету Міністрів України № 727-р «Про визначення адміністративних центрів та затвердження територій територіальних громад Хмельницької області», увійшло до складу Берездівської сільської громади.
19липня 2020 року, в результаті адміністративно-територіальної реформи та ліквідації Славутського району, село увійшло до складу Шепетівського району.

## Населення
Згідно з переписом УРСР 1989 року чисельність наявного населення села становила 517 осіб, з яких 224 чоловіки та 293 жінки.
За переписом населення України 2001 року в селі мешкали 472 особи.

### Мова
Розподіл населення за рідною мовою за даними перепису 2001 року:
| Мова       | Відсоток |
| ---------- | -------- |
| українська | 99,79 %  |
| російська  | 0,21 %   |

## Символіка
Затверджена 16 вересня 2015 року рішенням № 2 LV сесії сільської ради VI скликання.

### Герб
Щит поділений ромбовидно срібним і лазуровим. На срібних ромбах по зеленому трилиснику з вербових листочків, на лазурових — по срібному суцвіттю верби («котики»). Щит вписаний у декоративний картуш і увінчаний золотою сільською короною. Унизу картуша напис «ПЕЧИВОДИ».
Срібло і лазур — кольори води, яка дала назву селу. Вербові котики і листки — знак великої кількості верби над річкою Корчик, символ одного найшанованіших дерев в Україні. Корона означає статус населеного пункту.

### Прапор
Синє квадратне полотнище скошене діагонально на дев'ять білих рівновеликих квадратів, на кожному з яких по зеленому трилиснику з вербових листочків, на чотирьох внутрішніх синіх квадратах — по білому суцвіттю верби («котики»).

## Уродженці
- Олександр Якимчук — український режисер-документаліст. Член Національної спілки кінематографістів України.